# 神戸市交通局300形電車
神戸市交通局300形電車（こうべしこうつうきょく300がたでんしゃ）は、かつて神戸市交通局（神戸市電）が所有していた路面電車車両である。神戸市電の前身である神戸電気鉄道が導入した木製電車の機器を流用して製造された。

## 導入までの経緯
1910年4月5日に私鉄の神戸電気鉄道として開通し、1917年に神戸市電気局（現：神戸市交通局）が運営する公営路線となった神戸市内の路面電車網には先進的な車両が積極的に導入され、特に1922年に登場したG車は日本初の半鋼製車体を有する車両であった。以降神戸市電に導入される新型車両は全て半鋼製、もしくは全鋼製の車両となったが、これらの車両を新規に製造すると高額となり日数もかかってしまうと言う欠点があった。そこで、神戸市電長田車庫内にあった局工場に鋼製車体を製造することが可能な体制を作り、台車や電気機器をはじめとした機器を木製車体を有する電車から供出する形で半鋼製電車を製造すると言う計画が立てられた。
そして前段階として、G車が製造された同年（1922年）に局工場内で製造された木製車体と別途調達した台車や電気機器を用いたF車が5両（171 - 175）製造された。その実績を経て1930年から製造が始まったのが300形である。

## 概要
300形の種車となったのは神戸電気鉄道時代に導入されたA車とB車である。双方とも床面高さが高かったため、流用した台車の車体支持部分を改造し、車輪の動径を小さいものに交換する事で、C車以降の低床車両と床面高さを揃えた。またこれらの台車は輪軸の方向を変えることができるラジアル台車として製造されたが、低床化に合わせて固定式に改造されている。

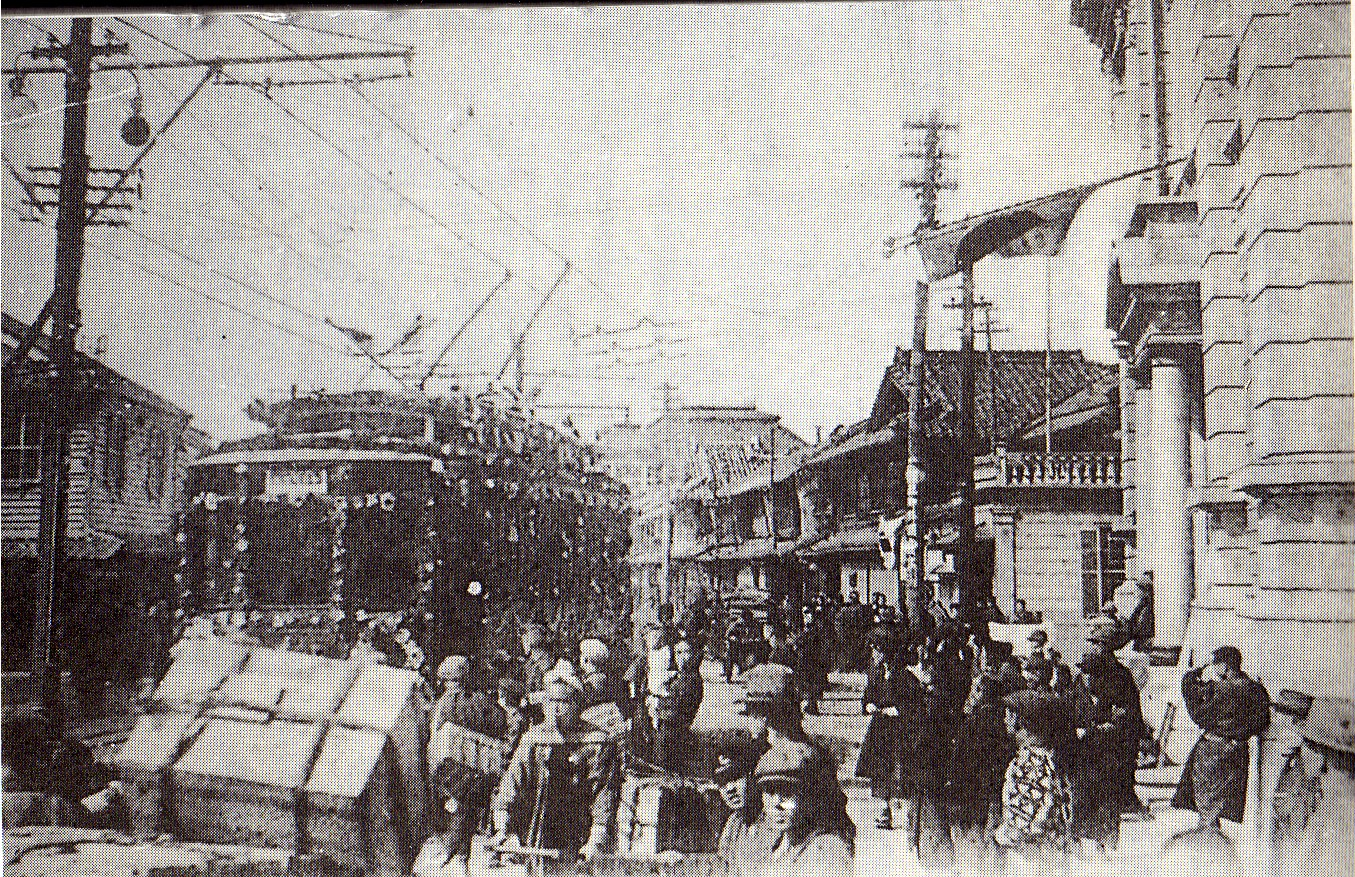
神戸電気鉄道開業日のA車

局工場で製造された鋼製車体については、G車で採用された側面の一段下降式窓が雨水の侵入による腐食により問題視された事から二段窓（上段固定・下段上昇式）に改められた。これにより大型化した窓によって明るくなった車内は利用客から評判を呼ぶ事となった。

## 運用
1930年にB車の台車・機器を流用した301 - 330が製造され、その評判を受けて翌1931年から1932年にかけてA車の台車・機器を用い331 - 380が作られた。なお40両が製造されたB車のうち10両は九州電気軌道へ譲渡されたため、300形へ機器を供出したのは30両であった。
第二次世界大戦中の戦災により301-330グループの2両、331 - 380グループの22両が廃車された事から1950年に改番が行われ、301 - 330は301 - 328に、331 - 380は329 - 356と欠番が埋められた。その後も活躍は続き、B車由来の301 - 328グループは1964年までに全車廃車となった一方、A車由来の329 - 356グループについては二軸車置き換え用として大阪市電から譲渡された100形と200形が構造上の問題から早期に運用停止・廃車された事で以降も営業運転に就く事となった。最後の車両が廃車されたのは1969年である。
他都市の路面電車への譲渡はなく、現存車両は存在しない。